# 布萊克蘭 (伊利諾伊州)
布萊克蘭（英語：Blackland）是位於美國伊利諾伊州梅肯縣的一個非建制地區。該地的面積和人口皆未知。

## 地理
布萊克蘭的座標為39°45′41″N 89°06′14″W / 39.76139°N 89.10389°W，而該地的平均海拔高度為188米（即617英尺）。